# サング語
サング語（サングご、英: Sangu language）はバントゥー語群に属する言語である。話者はタンザニアのムベヤ州に居住するサング族の人々である。話者数は1987年の調査でおよそ75,000人である。
なお、中央アフリカ共和国にサンゴ語、ガボンにバントゥー語のサング語（Sangu; ISO 639-3: snq）が存在するがいずれも別言語である。

## 言語名別称
- Eshisango
- Kisangu
- Lori
- Rori
- Sangi
- Sango
- Shisango

## 方言
- Central Sangu
- Eastern Sangu (Mahango)
- Northern Sangu
- South-Central Sangu (Kapunga)
- Western Sangu (Kilambo)